# Neonitocris leonis
Neonitocris leonis är en skalbaggsart som först beskrevs av Jordan 1894.  Neonitocris leonis ingår i släktet Neonitocris och familjen långhorningar.
Artens utbredningsområde är Sierra Leone. Inga underarter finns listade i Catalogue of Life.